# Coptos Facula
La Coptos Facula è una struttura geologica della superficie di Ganimede.